# كريستا بريدجز
كريستا بريدجز هي ممثلة كندية، ولدت في 4 نوفمبر 1968 بأونتاريو في كندا.

## وصلات خارجية
- كريستا بريدجز على موقع IMDb (الإنجليزية)
- كريستا بريدجز على موقع ألو سيني (الفرنسية)
- كريستا بريدجز على موقع أول موفي (الإنجليزية)
- كريستا بريدجز على موقع قاعدة بيانات الأفلام السويدية (السويدية)
- كريستا بريدجز على موقع قاعدة بيانات الفيلم (الإنجليزية)
- كريستا بريدجز على موقع كينوبويسك (الروسية)